# Hololive Production
Hololive Production (ホロライブプロダクション?) è un'agenzia per YouTuber virtuali di proprietà della società giapponese Cover Corporation. Oltre a fungere da multi-channel network, Hololive Production si occupa di merchandising legato soprattutto all'ambito della produzione musicale e dell'organizzazione di concerti. A Dicembre 2023 l'agenzia gestisce 87 VTuber tra le sue quattro filiali regionali per un totale di oltre 86 milioni di abbonati, inclusi molti dei VTuber più iscritti su YouTube.
Il nome "Hololive" è stato inizialmente utilizzato per l'app di distribuzione di streaming 3D di Cover, lanciata a dicembre 2017, e successivamente per la sua agenzia femminile per VTuber, la cui prima generazione ha debuttato da maggio a giugno 2018. Nel dicembre 2019, Hololive è stata fusa con l'agenzia maschile Holostars di Cover e l'etichetta musicale INoNaKa sotto il marchio unificato "Hololive Production".

## Storia
Cover Corporation (カバー株式会社?, Kabā Kabushiki-gaisha) è stata fondata il 13 giugno 2016 da Tanigo "Yagoo" Motoaki, imprenditore che aveva sviluppato personaggi di videogiochi in collaborazione con Sanrio presso la società di contenuti Imagineer e fondato varie società startup. Cover inizialmente si è concentrata sul software di realtà aumentata (AR) e di realtà virtuale (VR) e ha ricevuto finanziamenti dalle aziende incubatrici Tokyo VR Startups e Recruit. Alla fine di marzo 2017, la società ha presentato una tech demo per un programma che consente la cattura del movimento dell'avatar in tempo reale e lo streaming di live interattivo a due vie. Secondo Tanigo, l'idea di un'agenzia di "idol virtuali" è stata ispirata da altri personaggi virtuali, come Hatsune Miku. Kizuna AI, che ha dato il via la tendenza degli YouTuber virtuali nel 2016, è stata un'altra probabile ispirazione. Cover ha debuttato Tokino Sora (と き の そ ら?), la prima VTuber che utilizza il software di acquisizione avatar dell'azienda, il 7 settembre 2017. Il 21 dicembre, la società ha rilasciato hololive, un'app per smartphone iOS e Android che consente agli utenti di visualizzare i live streaming dei personaggi virtuali utilizzando la tecnologia della fotocamera AR. Il 5 aprile 2018, Cover ha rimosso le funzionalità AR dell'applicazione e l'ha trasformata in uno strumento per mappare i movimenti facciali di un utente su avatar animati in tempo reale. Questo aggiornamento ha abilitato le audizioni da casa tramite iPhone X. La prima generazione di VTuber Hololive ha debuttato da maggio a giugno del 2018, seguita da una seconda generazione ad agosto e a settembre. Hololive Gamers, gruppo specializzato in let's play, ha debuttato a dicembre 2018 e aprile 2019. L'8 gennaio 2019, Hololive ha annunciato di aver firmato un contratto con la piattaforma video cinese Bilibili, in base al quale avrebbe aperto 15 canali sulla piattaforma e contemporaneamente streaming sia su di essa che su YouTube. Avrebbe iniziato anche a collaborare con volontari di lingua cinese per tradurre i video di Hololive e iniziare a rilasciare contenuti originali per il mercato cinese. Una nuova branca di Hololive in lingua inglese, Hololive English, ha debuttato a settembre 2020.

## Business
Insieme al suo principale concorrente Nijisanji, un'agenzia VTuber di proprietà di Anycolor, Inc., Hololive Production domina il mercato aziendale VTuber a partire dal 2022. "Sfruttando(ne) il valore dell'intrattenimento sia dei gruppi idol in streaming che J-pop ", Cover opera su una scala impossibile per i VTuber indipendenti e ha utilizzato i suoi finanziamenti per creare merchandising, produrre musica e ospitare eventi 3D dal vivo. A partire dal 2021, Cover ha tenuto tre importanti round di finanziamento:
- Agosto 2017 – 30 milioni di yen (280.000 USD) in finanziamento iniziale da parte delle società di capitale di rischio Mizuho Capital, TLM e Angel Investor
- Giugno 2018 - 200 milioni di yen (US $ 1,9 milioni) in un series A round da GREE Ventures, OLM Ventures e Mizuho Capital
- Maggio 2020 - 700 milioni di yen (6,6 milioni di dollari USA) da varie fonti, tra cui Hakuhodo DY Ventures e SMBC Venture Capital

Molti streamer di Hololive lavorano a tempo pieno, mentre altri trasmettono in streaming come lavoro secondario. Secondo il sito di raccolta dati Playboard, i maggiori guadagni di Super Chat di tutti i tempi nella storia sono canali gestiti da talenti Hololive: Uruha Rushia, Kiryu Coco, Usada Pekora e Houshou Marine. Altri talenti presenti nella top 10 di tutti i tempi includono Minato Aqua, Amane Kanata e Yukihana Lamy.
A settembre 2020, i canali Hololive avevano più di 10 milioni di abbonati combinati su YouTube e 10 milioni di abbonati combinati aggiuntivi sulla piattaforma cinese Bilibili. Nel novembre del 2021, l'agenzia ha accumulato oltre 50 milioni di iscritti sui suoi oltre 50 canali su YouTube. Il 22 ottobre, la VTuber inglese Gawr Gura è diventata il primo membro di Hololive a raggiungere 1 milione di abbonati YouTube; il 17 gennaio 2021, è diventata il primo membro di Hololive a raggiungere 2 milioni di abbonati sulla piattaforma e il secondo VTuber a farlo, dopo Kizuna AI. Gawr Gura è diventata il primo VTuber a raggiungere 3 milioni di abbonati su YouTube il 4 luglio 2021, dopo aver superato Kizuna AI a 2,97 milioni il 30 giugno.
Secondo Tanigo, il pubblico principale di Hololive è per lo più di maschi tra la metà dell'adolescenza e la metà dei trent'anni, con i fan giapponesi che sono principalmente quelli interessati ai videogiochi, mentre gli spettatori stranieri hanno maggiori probabilità di essere specificamente fan degli anime. Il pubblico estero di Hololive proviene principalmente dal Nord America e dall'Asia, in particolare dal sud-est asiatico.
Il CEO Tanigo Motoaki è stato selezionato come uno dei 20 migliori imprenditori giapponesi da Forbes Japan nel numero di gennaio 2022.